# Цеголко Святослав Петрович
Святослав Петрович Цеголко (нар. 30 квітня 1979, м. Бурштин, Україна) — український журналіст та телеведучий.
Прессекретар Президента України Петра Порошенка (від 10 червня 2014 року до 17 травня 2019).

## Життєпис
Святослав Цеголко народився 30 квітня 1979 року у місті Бурштині Галицького району на Івано-Франківщині.
Навчався в Львівській загальноосвітній школі № 80 та гуманітарній гімназії (1996), факультет журналістики Львівського національного університету імені Івана Франка (2001), Київський національний університет імені Тараса Шевченка (2012, маґістр, спеціальність — міжнародне право).
Працював журналістом газети «Разом» (Львів, 1996—1997), головним редактором журналу «Молода дипломатія» (Львів, 1997—2001), журналістом газети «Поступ» (Львів, 1998—2000), дописувачем газети «За вільну Україну» (Львів, 1999—2000), редактором міжнародних і національних новин на радіо «Люкс FM» (Львів, 1999—2001), репортером, співавтором програми «Спецрепортер» на «Новому каналі» (2001—2004): на 5 каналі: репортер (2004—2005), автор програми «Час: Важливо» та фільму «Українська революція: за півкроку до крові» (2005), спеціальний кореспондент (2005—2006), автор документальних проєктів «П'яте скликання», «Шосте скликання», «Українська незалежність», «Рік 2006», «Українська незалежність: рік 2007», редактор програми «Час: Важливо» (2006—2007), ведучий теледебатів перед достроковими парламентськими виборами (2007), шеф-редактор проєктів (2006—2007), ведучий програми «Час» (2007—2014); прессекретарем президента України (2014—2019).

### Санкції
Святослав Цеголко внесений у санкційний список Російської Федерації від 1 листопада 2018 року.

### Родина
Одружений, з дружиною Анною виховують двох дітей: дочку Софія і сина Назара.
Батько — Петро Павлович Цеголко (нар. 3 листопада 1956) — громадсько-політичний діяч. Депутат Львівської обласної ради (2020). Працював представником Нацради з питань телебачення і радіомовлення (2001—2021). Кавалер ордена «За заслуги» III ступеня (2016).

## Нагороди
- заслужений журналіст України (2008)[9],
- премія Телетріумф у номінації «Репортер» (2005),
- лауреат «Журналіст року в галузі електронних ЗМІ» (2008)[10]
- орден «За заслуги» III ступеня (2019)[11].